# Karen Cushman
Karen Cushman (ur. 29 października 1941 w Chicago) – amerykańska pisarka, twórczyni literatury dziecięcej i młodzieżowej, autorka powieści historycznych.
Ukończyła studia na Stanford University. W 1996 otrzymała nagrodę Newbery Medal (za powieść The Midwife’s Apprentice), a w 2004 Washington State Book Award (za powieść Rodzina)
Jest mężatką. Ma jedną córkę.

## Dzieła
- Catherine, Called Birdy (1994)
- The Midwife’s Apprentice (1995)
- The Ballad of Lucy Whipple (1996)
- Matilda Bone (2000)
- Rodzina (2003)
- The Loud Silence of Francine Green (2006)
- Alchemy and Meggy Swann (2010)
- Will Sparrow's Road (2012)
- Grayling's Song (2016)
- War and Millie McGonigle (2021)